# Gödrösolyka
Gödrösolyka (1899-ig Kriva-Olyka, szlovákul: Krivá Oľka) Olyka településrésze, 1965-ig önálló község Szlovákiában, az Eperjesi kerület Mezőlaborci járásában.

## Fekvése
Mezőlaborctól 28 km-re délre, az Olyka-patak és a Laborc között fekszik. Olyka központjától 3 km-re délre, az Olyka-pataktól kissé keletre található.

## Története
Gödrösolyka, vagy másképpen Krivaolyka 1474-ben tűnik fel írott forrásban először. A Drugeth és Izbugyai családok birtoka volt. A homonnai uradalomhoz tartozott. A 18. században a Joanelli és Zmábory családok uralják. 1715-ben 2 ház nélküli és 8 házas jobbágytelke volt. 1787-ben 12 házában 73 lakos élt.
A 18. század végén Vályi András így ír róla: „Olyka Kriva. Tót falu Zemplén Várm. földes Ura Okolicsányi Uraság, lakosai katolikusok, fekszik Homonna, Olykához, és Pákosztóhoz közel, dombos határja három nyomásbéli, gabonát, árpát, és zabot terem, erdőjök tölgyes, és bikkes, szőleje nints, piatza Homonnán, és Varannón.”
A 19. században a Batiz család birtoka. 1828-ban 16 háza és 122 lakosa volt. Lakói mezőgazdaságból éltek.
Fényes Elek 1851-ben kiadott geográfiai szótárában így ír a faluról: „Olyka (Kriva), orosz falu, Zemplén vmegyében: 4 romai, 125 gör. kath. lak. 64 hold szántóföld. F. u. Zombory. Ut. p. Nagy-Mihály.”
Borovszky Samu monográfiasorozatának Zemplén vármegyét tárgyaló része szerint: „Gödrösolyka, azelőtt Kriva-Olyka. Ruthén kisközség, mindössze 19 házzal és 125 gör. kath. vallású lakossal. Postája Homonnaolyka, távírója és vasúti állomása Radvány. A homonnai uradalom tartozéka volt s a Drugethek voltak az urai. Később a báró Joanelly és a Zámbory családok tulajdonába került, a mult század elején egyedül a Zámboryak voltak az urai, de most nincs nagyobb birtokosa. Templom sincs a községben.”
1910-ben 125, túlnyomórészt ruszin lakosa volt. 1920 előtt Zemplén vármegye Mezőlaborci járásához tartozott.
1965-ben csatolták Olykához.

## Külső hivatkozások
- Gödrösolyka Szlovákia térképén